# Château de Cuncy
 (août 2016).
Le château de Cuncy, est une ancienne maison forte surplombant le village de Villiers-sur-Yonne (Nièvre), en bordure de la RD 34, à 4 km au sud de Clamecy.

## Historique
Construite au début du XIVe siècle, la forteresse fut remaniée au XVe siècle, puis attaquée en 1592 par les troupes protestantes de Vézelay lors du siège de Clamecy, elle subit alors de très gros dégâts.
En 1610, Jean de Montfoy fait édifier l'actuelle aile droite à l'emplacement des courtines, et son successeur fera édifier plus tard l'aile gauche pour encadrer la terrasse.
Lors de la réalisation du canal du Nivernais, le cours de l'Yonne fut détourné, et les douves du château furent comblées sur trois côté. Le pont de Cuncy enjambe l'ouvrage, donnant accès direct au château au-dessus du bief 44 du versant Seine. Les murs épaulés de solides contreforts semblent dater de cette époque.

## Architecture
La première construction était un édifice de plan carré, entouré de fossés et de courtines, possédant aux quatre coins cardinaux une tour carrée, dont celle du sud-ouest est la plus forte, avec à sa base des murs de 180 cm d'épaisseur, et qui servait de donjon. Ce donjon est couronné de mâchicoulis couverts, et flanqué à l'ouest d'un corps de logis du XVe siècle qui n'a pas subi de modifications. Les anciennes cuisines, avec cheminées monumentales, sont dans les sous-sols voûtés en berceau de ce bâtiment.
À l'est du donjon se trouve un autre corps de logis qui présente des caractères du XVIIe siècle avec, dans l'angle qu'il forme avec le donjon, une tourelle ronde sur trompe, percée d'une fenêtre à pilastres ioniques.
Au nord de la cour intérieure se trouve le bâtiment édifié au XVIIe siècle possédant des fenêtres aux chaînages harpés.
Une chapelle, s'élève au sud du donjon, avec un chœur et des baies de style roman. Son porche présente un arc en accolade orné de choux frisés qu'encadrent des pinacles.

## Seigneurs
- 1610 : Jean de Montfoy
- Samuel de Grandye

## Propriétaires depuis la Révolution
- 1846 : Edme Goyard (1801-1879)